# Palacio consistorial del XIII Distrito de París
El palacio consistorial del XIII Distrito de París es el edificio que alberga los servicios municipales del 13 distrito de París, Francia.
Se encuentra en place d'Italie, entre boulevard de l'Hôpital, avenue des Gobelins y rue Philippe-de-Champagne y cerca de las líneas de metro 5, 6 y 7.
Fue diseñado por el arquitecto Paul-Émile Bonnet y construido entre 1873 y 1877.